# Victoria Cup 2011
Navigation
2010 2012
La Victoria Cup 2011 est la deuxième édition de la Coupe Victoria. Elle regroupe les équipes du Kenya, de l'Ouganda et du Zimbabwe. La compétition se déroule du 12 juin au 3 août 2011.

## Participants
Les rencontres entre le Kenya et l'Ouganda compte pour l'Elgon Cup.

## Classement
| Rang | Pays     | J | V | N | D | Bo | Bd | Pm  | Pe  | Diff | Pts |
| ---- | -------- | - | - | - | - | -- | -- | --- | --- | ---- | --- |
| 1    | Zimbabwe | 4 | 4 | 0 | 0 | 2  | 0  | 142 | 81  | +61  | 18  |
| 2    | Kenya    | 4 | 1 | 0 | 3 | 0  | 1  | 90  | 110 | -20  | 5   |
| 3    | Ouganda  | 4 | 1 | 0 | 3 | 0  | 0  | 78  | 119 | -41  | 4   |

|  | Vainqueur |

Attribution des points
Victoire : 4, match nul : 2, défaite : 0 ; plus les bonus (offensif : 4 essais marqués minimum ; défensif : défaite par 7 points d'écart maximum).
Règles de classement
Lorsque deux équipes sont à égalité au nombre total de points terrain, la différence se fait aux nombre de points terrains particuliers entre les équipes à égalité.

## Détails des matches
| 12 juin 2011 | Ouganda | 15 - 25 | Zimbabwe | Kampala |
| 12 juin 2011 |         |         |          | Kampala |
| 12 juin 2011 |         |         |          | Kampala |

| 25 juin 2011 | Zimbabwe | 42 - 24 | Kenya | Harare |
| 25 juin 2011 |          |         |       | Harare |
| 25 juin 2011 |          |         |       | Harare |

| 7 juillet 2011 | Zimbabwe | 49 - 21 | Ouganda | Bulawayo |
| 7 juillet 2011 |          |         |         | Bulawayo |
| 7 juillet 2011 |          |         |         | Bulawayo |

| 9 juillet 2011 | Kenya | 27 - 10 | Ouganda | Nairobi |
| 9 juillet 2011 |       |         |         | Nairobi |
| 9 juillet 2011 |       |         |         | Nairobi |

| 16 juillet 2011 | Ouganda | 32 - 18 | Kenya | Kampala |
| 16 juillet 2011 |         |         |       | Kampala |
| 16 juillet 2011 |         |         |       | Kampala |

| 3 août 2011 | Kenya | 21 - 26 | Zimbabwe | Nairobi |
| 3 août 2011 |       |         |          | Nairobi |
| 3 août 2011 |       |         |          | Nairobi |